# Berga ö
Berga ö is een plaats in de gemeente Nykvarn in het landschap Södermanland en de provincie Stockholms län in Zweden. De plaats heeft 64 inwoners (2005) en een oppervlakte van 22 hectare. Berga ö ligt op een schiereiland, dat uitsteekt in het meer Turingen. Voor de rest bestaat de directe omgeving van de plaats vooral uit bos en landbouwgrond. De plaats Nykvarn ligt ongeveer zeven kilometer ten zuiden van het dorp en de bebouwing bestaat er vrijwel geheel uit vrijstaande huizen.